# Éditions Picard
Pour les articles homonymes, voir Picard (homonymie).
Les éditions A et J Picard sont une maison d'édition française fondée en 1869 par Alphonse Picard.
Son siège social est situé au no 60 de l'avenue de Saxe dans le 15e arrondissement de Paris.

## Description
Elle publie des livres spécialisés en archéologie, beaux-arts, histoire, régions de France, pays-voyages, religion, philosophie, littérature et histoire du livre, ainsi que des ouvrages rares et précieux, du XVe au XXe siècle.
Fin 2010, l'éditeur a rejoint le groupe dirigé par Jean-Paul Capitani (Actes Sud, Payot et Rivages, Librairie Maupetit, Éditions du Rouergue, l'Arbre à Lettres, Éditions Gaia, le Cinéma des Mourgues, Éditions Errana, les Originaux et Épona).
Précédemment installée au no 18 de la rue Séguier dans le 6e arrondissement de Paris, la librairie a fermé ses portes le 29 mai 2020.
Les éditions Picard fusionnent avec Errance en 2022 pour former Errance & Picard.